# The Pill - La pillola del giorno dopo
The Pill - La pillola del giorno dopo (The Pill) è un film del 2011 diretto da J. C. Khoury.
Pellicola romantica statunitense con protagonisti Rachel Boston e Noah Bean.

## Trama
A una festa Mindy, una ragazza giovane e single che vive a New York, incontra Fred; i due per una spiacevole serie di eventi avranno un rapporto sessuale non protetto. Il giorno successivo Fred, dopo aver scoperto che Mindy non usa metodi contraccettivi, entra nel panico. Dal farmacista Fred scopre che Mindy dovrà assumere due pillole alla distanza di 12 ore ciascuna: così per evitare che l'avventura di una notte diventi qualcosa di più impegnativo sarà costretto a trascorrere tutto il giorno con Mindy affinché sia certo che prenda anche la seconda dose. La giornata con Mindy si rivelerà una piacevolissima sorpresa per Fred e renderà evidente ai suoi occhi che il rapporto con l'attuale ragazza Nelly è ormai concluso. Quando Mindy scopre che Fred ha una fidanzata prende anche la seconda pillola, così da rompere ogni legame con Fred e tornare ognuno alla propria vita. 
Quando 5 settimane dopo i due si rivedono, Fred ha rotto con la sua ragazza e sembra volere un nuovo inizio con Mindy.

## Accoglienza

### Critica
Il film ha ricevuto per lo più commenti positivi dai critici. Il film ha una classificazione del 70% su Rotten Tomatoes con un punteggio basato sulle recensioni di 10 critici.

## Riconoscimenti[2]
- Big Apple Film Festival (2011)
  - Miglior rappresentazione della città
  - Miglio talento emergente a NY
- Dances With Films (2011), Grand Jury Award (secondo posto)
- Gen Art Film Festival (2011)
  - Audience Award
  - Stargazer Award
- San Diego Film Festival (2011), Achievement in Acting